# Wahlbezirk Österreich unter der Enns 19
Der Wahlbezirk Österreich unter der Enns 19 war ein Wahlkreis für die Wahlen zum Abgeordnetenhaus im österreichischen Kronland Österreich unter der Enns. Der Wahlbezirk wurde 1907 mit der Einführung der Reichsratswahlordnung geschaffen und bestand bis zum Zusammenbruch der Habsburgermonarchie.

## Geschichte
Nachdem der Reichsrat im Herbst 1906 das allgemeine, gleiche, geheime und direkte Männerwahlrecht beschlossen hatte, wurde mit 26. Jänner 1907 die große Wahlrechtsreform durch Sanktionierung von Kaiser Franz Joseph I. gültig. Mit der neuen Reichsratswahlordnung schuf man insgesamt 516 Wahlbezirke, wobei mit Ausnahme Galiziens in jedem Wahlbezirk ein Abgeordneter im Zuge der Reichsratswahl gewählt wurde. Der Abgeordnete musste sich dabei im ersten Wahlgang oder in einer Stichwahl mit absoluter Mehrheit durchsetzen. Der Wahlkreis Österreich unter der Enns 19 umfasste den Teil des 10. Wiener Gemeindebezirk Favoriten, der durch die Grenze gegen die Bezirke III. und IX., die Linie Gundrunstraße, Gellertgasse, Gellertplatz, Quellengasse, Quellenplatz, Neilreichgasse, Gudrunstraße sowie die Grenze zu den Gemeindebezirken V. und IV begrenzt wird.
Aus der Reichsratswahl 1907 ging Jakob Reumann (Sozialdemokratische Arbeiterpartei) im ersten Wahlgang als Sieger hervor. Er konnte sein Mandat bei der Reichsratswahl 1911 ebenfalls im ersten Wahlgang erfolgreich verteidigen.

## Wahlergebnisse

### Reichsratswahl 1907
Die Reichsratswahl 1907 wurde am 14. Mai 1907 (erster Wahlgang) durchgeführt. Die Stichwahl entfiel auf Grund der absoluten Mehrheit von Jakob Reumann im ersten Wahlgang.
| Kandidat                                                                       | Partei                                   | Wahlkreis- stimmen | Stimmen- anteil |
| ------------------------------------------------------------------------------ | ---------------------------------------- | ------------------ | --------------- |
| Jakob Reumann                                                                  | Sozialdemokratische Arbeiterpartei       | 5312               | 55,1 %          |
| Leopold Hruza                                                                  | Christlichsoziale Partei                 | 3895               | 40,4 %          |
|                                                                                | deutsch-nationaler/alldeutscher Kandidat | 64                 | 0,7 %           |
|                                                                                | tschechischer Kandidat                   | 273                | 2,8 %           |
| Sonstige                                                                       |                                          | 101                | 1,0 %           |
| Wahlberechtigte: 10.691, Ungültige/Leere Stimmen: 187, Wahlbeteiligung: 92,0 % |                                          |                    |                 |

### Reichsratswahl 1911
Die Reichsratswahl 1911 wurde am 13. Juni 1911 (erster Wahlgang) durchgeführt. Die Stichwahl entfiel auf Grund der absoluten Mehrheit für Jakob Reumann im ersten Wahlgang.
| Kandidat                                                                       | Partei                                           | Wahlkreis- stimmen | Stimmen- anteil |
| ------------------------------------------------------------------------------ | ------------------------------------------------ | ------------------ | --------------- |
| Jakob Reumann                                                                  | Sozialdemokratische Arbeiterpartei               | 5397               | 56,5 %          |
| Karl Wippel                                                                    | Christlichsoziale Partei                         | 1785               | 18,7 %          |
| Karl Görner                                                                    | „Christlichsozialer Arbeiterkandidat“            | 1119               | 11,7 %          |
| Josef Drozda                                                                   | tschechisch-nationale Partei                     | 471                | 4,9 %           |
| Josef Hollaus                                                                  | Kandidat des gewerblichen Zentralwahlausschusses | 325                | 3,4 %           |
| Leonhard Braun                                                                 | Kandidat des gewerblichen Zentralwahlausschusses | 133                | 1,4 %           |
|                                                                                | deutsch-nationaler Kandidat                      | 114                | 1,2 %           |
|                                                                                | Sozialdemokratische Partei                       | 64                 | 0,7 %           |
|                                                                                | wirtschaftspolitische Reichspartei               | 53                 | 0,6 %           |
| Sonstige                                                                       |                                                  | 90                 | 0,9 %           |
| Wahlberechtigte: 11.133, Ungültige/Leere Stimmen: 578, Wahlbeteiligung: 91,0 % |                                                  |                    |                 |